# 天后站
天后站（英語：Tin Hau Station）是港鐵港島綫的鐵路車站，位於香港香港島灣仔區銅鑼灣高士威道至英皇道地底，於1985年5月31日啟用。

## 車站構造
天后站是一個地底車站，而車站共設有13條扶手電梯。其中8條連接大堂及各月台，其餘的則為往返大堂及A出口。為節約能源，部分扶手電梯會於非繁忙時間期間暫停使用。後來前地鐵公司於1998年4月為車站加設一部升降機連接大堂及月台。

### 樓層
| 分離式 · 開左邊车门 |  |                        |   |  |
|                     |  | 港島綫往柴灣（炮台山） | 1 |  |

| 分離式 · 開右邊车门 |   |                            |  |  |
|                     | 2 | 港島綫往堅尼地城（銅鑼灣） |  |  |

### 大堂
現時天后站大堂内亦設有3間商店以及自助服務設施，另外近A出口位置亦設有香港郵政郵箱。
- 車站大堂（2025年7月）

### 月台
天后站設有兩個分離式月台，並以兩層的側疊式月台排列，當中1號月台（港島綫往柴灣）位於上層（L3層）；而2號月台（港島綫往堅尼地城）則位於下層（L5層），兩個月台並已裝設月台幕門。
- 1號月台（2021年5月）
- 2號月台（2021年5月）
- 月台層扶手電梯位置（2025年7月）

### 出入口
|                                        |                | |      |
| 編號                                   | 指示           | 建議前往的目的地 | 圖片 |
| 出口 · A · 1 · 盲道标志 · 扶手电梯标志 | 維多利亞公園   | 天后站公共運輸交匯處、晉逸維園精品酒店銅鑼灣、桂洪集團中心、庇理羅士女子中學、張祝珊英文中學、禮賢會灣仔堂、香港路德會北角協同中學、銅鑼灣皇悦卓越酒店、衡軒服務式住宅、保良局建造商會學校、英皇道、如心銅鑼灣海景酒店、Little Tai Hang Hotel and Services Apartments、留仙街、香港銅鑼灣維景酒店、銅鑼灣如心酒店、北角官立小學（雲景道）、銀幕街、柏傲山、東華三院李潤田紀念中學 |      |
| 出口 · A · 2 · 盲道标志                | 維多利亞公園   | 電氣道148號、銅鑼灣街市、萬國寶通中心、DIVA、東岸公園 （第一期）、電氣道、工聯會職業發展服務中心、金輪新天地、綠在天后、維園118酒店、香港紫亭、亨環天后、興發街、尚臻維港、維峯浚匯、維峰、天后食坊、維多利中心、維多利亞公園、維景花園 |      |
| 出口 · B · 轮椅升降台标志              | 香港中央圖書館 | 銅鑼灣運動場、中華遊樂會、COHO、軒尼詩道官立小學（銅鑼灣）、香港中央圖書館、何東中學、雋琚、勵德邨、蓮花宮公園、名迪港島酒店、百樂商業中心、英皇道、栢景台、聖馬利亞堂、聖保祿醫院、聖保祿書院、天后廟公園、天后廟道、尚巒、沅紗花園、皇仁書院 |      |
| 註： 設有 \| 設有輪椅升降台            |                | |      |

## 利用狀況
天后站位於銅鑼灣東部的商住區，並鄰近維多利亞公園、香港中央圖書館、銅鑼灣天后廟、著名食街、多間學校以及酒店。而車站並鄰近天后站公共運輸交匯處及銅鑼灣 (摩頓台) 巴士總站，因此並有區外市民會選擇乘坐巴士前往天后站轉乘港鐵。
然而由於天后站鄰近並無大型的購物商場與百貨公司，兼且車站與銅鑼灣站及炮台山站的距離較近，客源則被後兩者分薄。因此天后站除了在平日繁忙時間外，整體的出入閘人流屬一般。故此天后站亦是港鐵港島綫17個車站中其中一個人流較少的車站。
而天后站亦鄰近維多利亞公園及香港中央圖書館，每當維園有大型活動（例如年宵市場、花展及大型遊行）時，車站的人流就會較平日增多，屆時港鐵及警方亦會因應情況而於車站實施人潮管制措施。

## 接駁交通

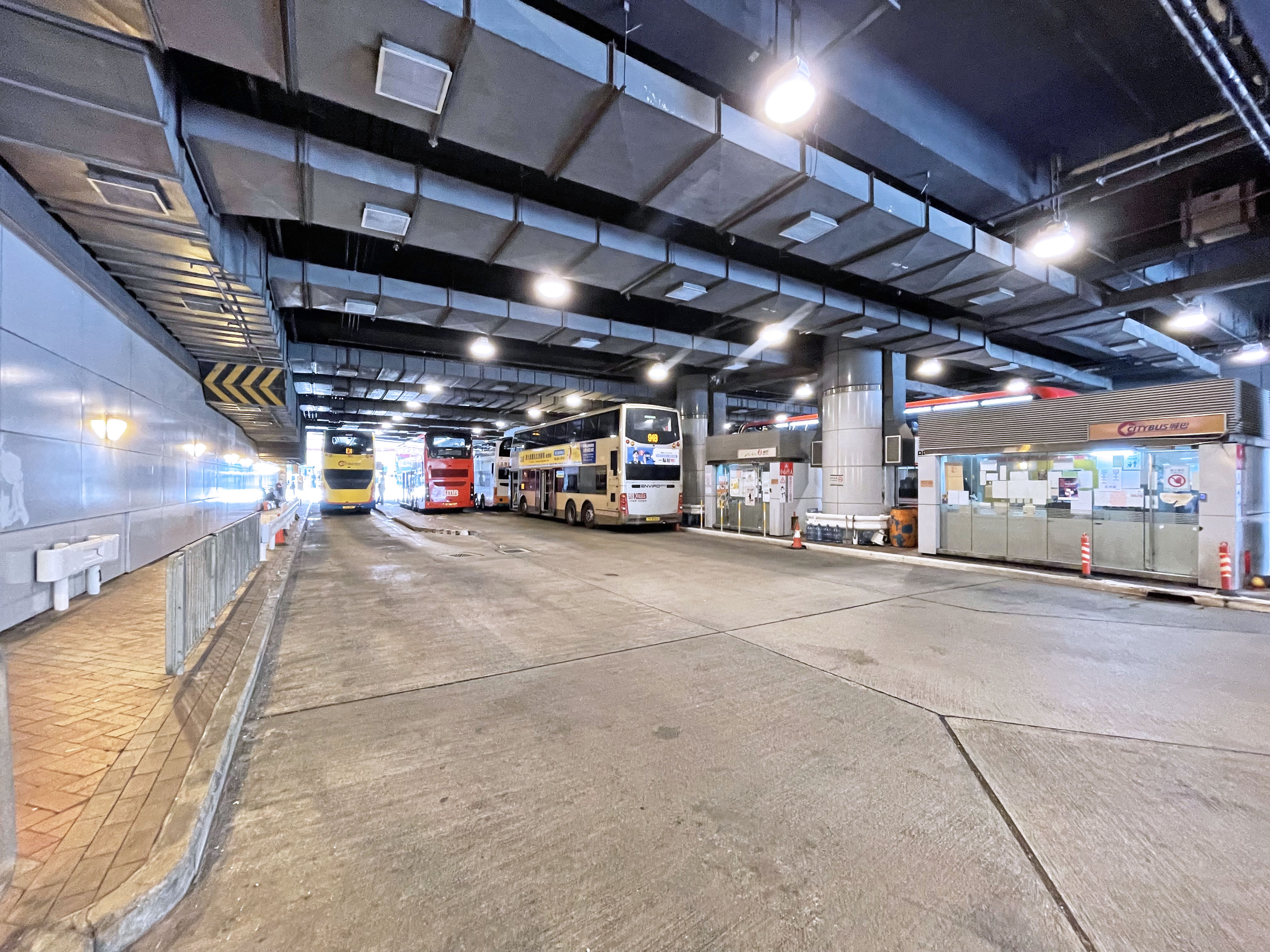
車站公共運輸交匯處

在天后站興建時，早已在車站上蓋物業預留位置興建公共運輸交匯處，方便乘客轉乘其他交通工具往返寶馬山等周邊地區。由於天后站屬銅鑼灣的一部分，而銅鑼灣亦有其他巴士總站，因此巴士總站會標示為「銅鑼灣（天后）」以免混淆。

## 歷史

### 選址及命名
1967年，地鐵規劃港島綫初稿中，天后站的位置在油街一段英皇道及七海商業中心的地底，與現有的炮台山站位置相約，但該站出入口位於銅鑼灣，而現有的炮台山站出入口位於北角。1980年，地鐵對港島綫的規劃作出更改，將原有的天后站一分為二，分別稱為域多利站及炮台站。其中新增的域多利站位於銅鑼灣裁判署地底。兩站其後再分別被更名為天后站及炮台山站，並於1985年5月31日啟用。
而車站實為位處銅鑼灣，但取名自鄰近的天后廟道，原址為於1982年拆卸之銅鑼灣裁判司署。由於天后站的站名，鄰近地區常被誤稱為「天后」。

### 建築方式
天后站承建商為日本熊谷組，售票大堂及月台隧道先後於1982年2月及6月開始動工。上層東行隧道以盾构法挖掘建造；而下層西行隧道則使用了新奧地利隧道建造法，也是首次使用這種建造技術的。兩者均在加壓環境下進行。

### 增建出入口扶手電梯及垂直升降台
2017年，灣仔區議會要求港鐵在連接大堂及A出口位置增建扶手電梯，以及研究在B出口行人路段興建升降機代替升降台。而港鐵表示會在A出口的大堂層及閣樓層加建3條扶手電梯；而B出口只會興建垂直升降台，而A出口增建扶手電梯工程已經在2021年完成。

## 事件

### 反修例事件期間事件
- 2020年7月1日，一名20歲示威者以雨傘破壞港鐵天后站光管及閉路電視等設備，並企圖縱火焚燒紙箱。該人士於2023年9月初被裁定縱火、刑事損壞等4罪罪成[7]。

### 其他事件
- 2025年4月4日，美国网络红人IShowSpeed（中国内地称“甲亢哥”）在香港直播期间乘搭港铁从上环站前往天后站，期间有約500名粉丝追随与聚集，导致天后站大堂及月台非常拥挤，甚至车站内的扶手电梯被拍停、闸机被破坏及有人逃票。车站职员随即向警方报案，调查后分别将案件列作投诉及刑事毁坏处理[8][9]。

## 未來發展

### 大堂連接地面輪椅升降台
天后站現時只有升降機連接大堂和月台，港鐵正在興建一部輪椅升降台連接地面B出口至車站大堂。

## 公众文化
在合唱组合Twins为电影《下一站…天后》所唱的同名单曲中，有著對天后站的描述。雖然其名字取名於鄰近的天后廟，然而天后亦可指樂壇中成就極高的女性，由此語帶雙關。
|                     | 在下個車站到天后，當然最好。 |
| ——Twins，下一站天后 |                              |

鑑於《下一站...天后》的影響力下，天后站亦成為不少遊客的熱門拍照景點。

## 外部連結
- 港鐵公司－天后站街道圖 （页面存档备份，存于）
- 港鐵公司－天后站位置圖 （页面存档备份，存于）
- 港鐵公司－天后站列車服務時間 （页面存档备份，存于）